# Charles Edouard Duboc

Charles Edouard Duboc alias Robert Waldmüller

Charles Edouard Duboc (* 17. September 1822 in Hamburg; † 15. April 1910 in Dresden) war ein deutscher Schriftsteller und Maler, Bruder des Schriftstellers und Philosophen Julius Duboc. Er schrieb unter dem Pseudonym Robert Waldmüller.

## Leben
Duboc war der Sohn eines Privatgelehrten und Teilhabers einer Manufaktur. Er erhielt eine kaufmännische Ausbildung und unternahm zahlreiche Geschäftsreisen durch Europa. Er studierte Malerei u. a. an den Akademien in Düsseldorf und in Dresden. 1854 bis 1856 unternahm er eine Reise nach Italien, kehrte 1857 wieder nach Deutschland zurück und wendete sich der Schriftstellerei zu. Im Frühjahr 1858 unternahm er in Begleitung von Moritz Busch eine größere Griechenlandreise und steuerte zu dessen
Reiseführer „Griechenland“ (1859) einige Zeichnungen bei. 1859 ließ er sich in Dresden nieder.

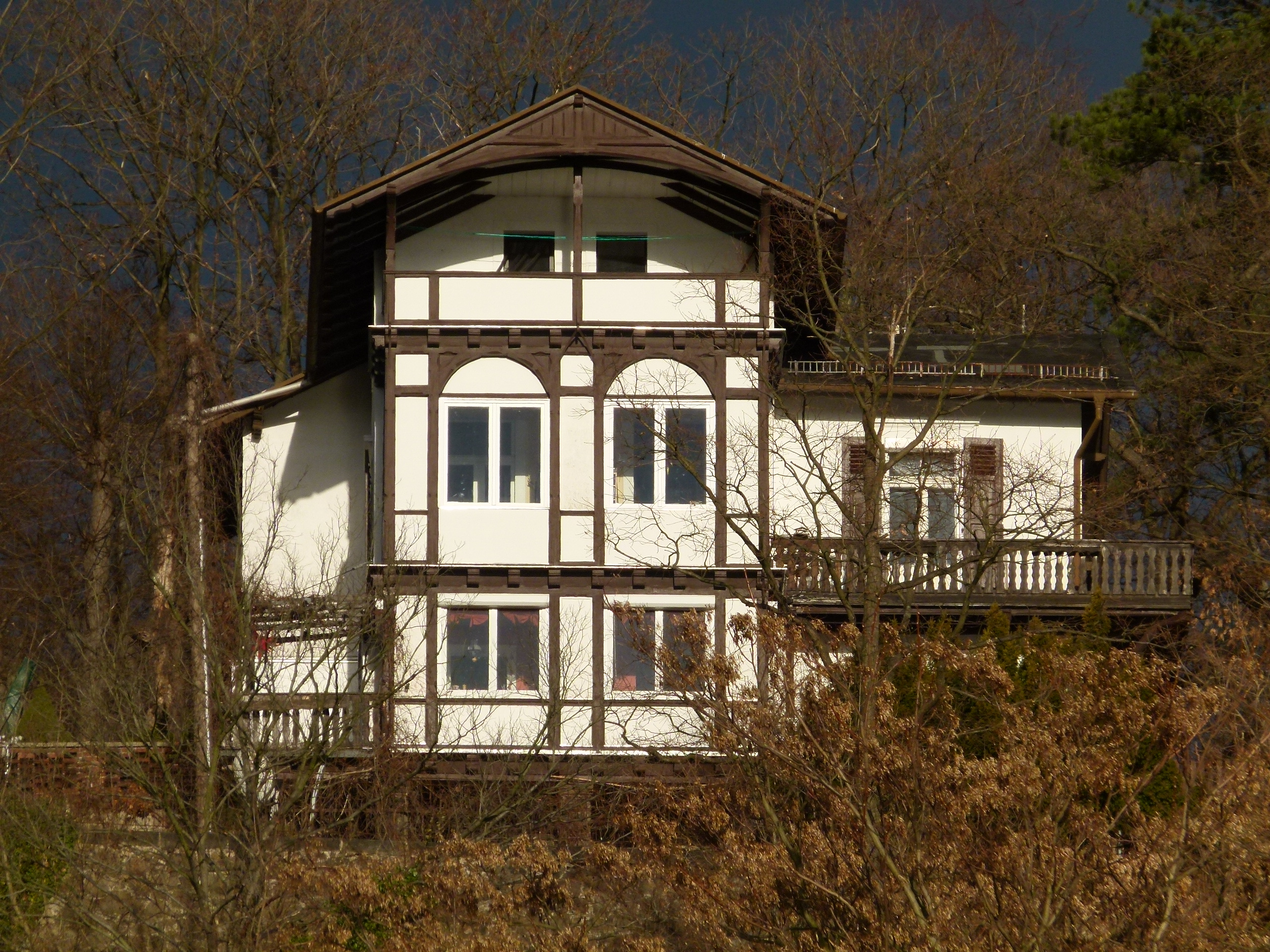
Villa Bergnest in der Wachwitzer Bergstraße 27

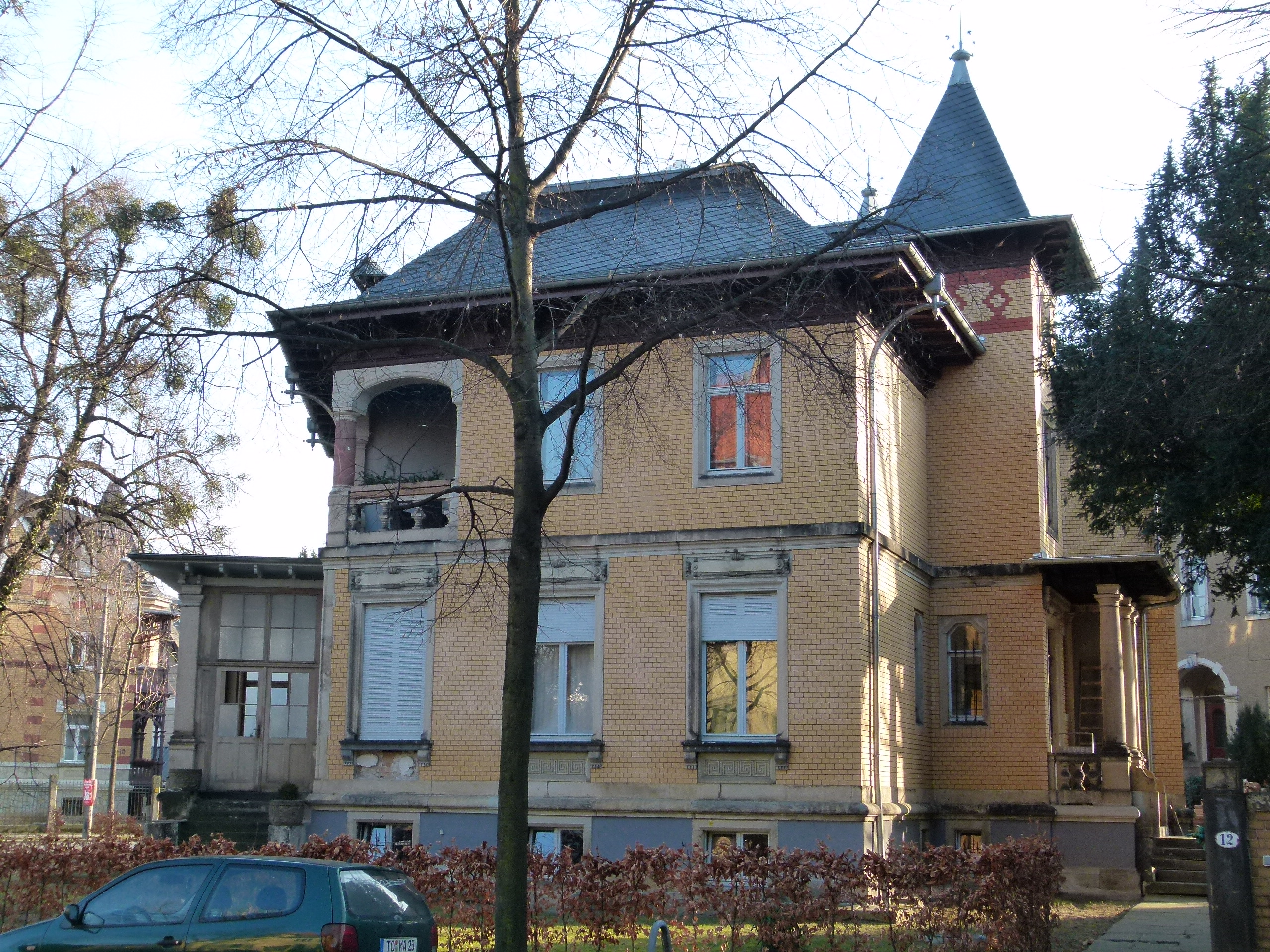
Villa in der Strehlener Gustav-Adolf-Straße 12

Duboc war Mitarbeiter der Zeitschriften von Gustav Freytag und von Karl Gutzkow, und er war ein Freund von Wolf Heinrich Graf von Baudissin. Er zählte zu den bekanntesten Literaten des geistigen Dresden in der zweiten Hälfte des 19. Jahrhunderts. Von 1865 bis 1903 war er Verwaltungsratsmitglied der Dresdner Zweigstiftung der Deutschen Schiller-Stiftung und von 1875 bis 1879 zugleich Vorsitzender der Deutschen Schiller-Stiftung. Er unterhielt Kontakte u. a. zu Storm, Dingelstedt, Kürnberger und Mörike.
Zuletzt wohnte Duboc im linkselbischen Stadtteil Strehlen in der Gustav-Adolf-Straße 12. Er verstarb 1910 in Dresden und wurde auf dem Johannisfriedhof beigesetzt.
Nach dessen Eingemeindung wurde im rechtselbischen Stadtteil Wachwitz die Waldmüllerstraße nach ihm benannt. Unweit von dieser hatte er in der Villa Bergnest an der Wachwitzer Bergstraße 27 einstmals seinen Wohnsitz.

## Schriften (Auswahl)
- Beethoven. Biographische Skizze. In: Illustrirtes Familienbuch zur Unterhaltung & Belehrung häuslicher Kreise, hrsg. vom Österreichischen Lloyd, Triest, Band 7 (1857)
- Wander-Studien. Italien, Griechenland und daheim. Theodor Thomas, Leipzig 1861
  - Band 1; Textarchiv – Internet Archive
  - Band 2; Textarchiv – Internet Archive
- Ein Besuch bei Victor Hugo. In: Die Gartenlaube. Heft 26, 1867, S. 408–410 (Volltext [Wikisource]).
- Aus den Memoiren einer Fürstentochter. C. C. Meinhold & Söhne, Dresden 1883
- Klänge aus der Fremde. H. Haessel, Leipzig 1893
- Es ist nicht gut, daß der Mensch allein sei. In: Deutscher Novellenschatz. Hrsg. von Paul Heyse und Hermann Kurz. Band 10. 2. Auflage. Berlin [1910], S. 203–295. In: Thomas Weitin (Hrsg.): Volldigitalisiertes Korpus. Der Deutsche Novellenschatz. Darmstadt/Konstanz 2016 (Digitalisat und Volltext im Deutschen Textarchiv)